# Mirosław Kańtoch
Mirosław Kańtoch (ur. 13 stycznia 1928 w Sosnowcu – zm. 5 maja 2007) – polski wirusolog, serolog i mikrobiolog, od 1978 prof. zwyczajny, od 2004 r., członek rzeczywisty PAN, autor blisko 140 publikacji, pionier zastosowania nowych metod diagnostycznych w Polsce.

## Życiorys
Absolwent Wydziału Lekarskiego – Akademii Medycznej we Wrocławiu, doktorat uzyskał w 1956 r., a habilitację w Instytucie Immunologii i Terapii Doświadczalnej PAN we Wrocławiu w 1961 r., gdzie pracował u boku światowej sławy bakteriologa prof. Ludwika Hirszfelda. W 1965 r., zakończył współpracę z Wrocławską placówką i objął kierownictwo nad Zakładem Immunologii Państwowego Zakładu Higieny w Warszawie. Członek Komitetu Immunologii i Etiologii Zakażeń Człowieka PAN. Był autorem książki „Wirusologia Lekarska” należącej do kanonu nauczania mikrobiologii w uczelniach medycznych.
Odbył stypendia naukowe w Bratysławie, Berlinie, oraz na Uniwersytecie Johnsa Hopkinsa w Baltimore, współpracował także z uniwersytetami brytyjskimi, duńskimi, francuskimi, niemieckimi i szwedzkimi.
W ramach badań i działalności naukowej zajmował się zagadnieniami z dziedziny etiopatogenezy, immunologii i immunoprofilaktyki chorób wirusowych człowieka. Na podstawie jego badań nad immunogennością i wirulencją wirusów poliomyelitis, WHO dokonała opracowania norm kontroli bezpieczeństwa odpowiednich szczepionek. Wysoką ocenę uzyskały również prace uczonego, nad metodami różnicowania in vitro wirusa ospy.

## Wybrane odznaczenia
- Krzyż Komandorski Orderu Odrodzenia Polski